# خورش هویج

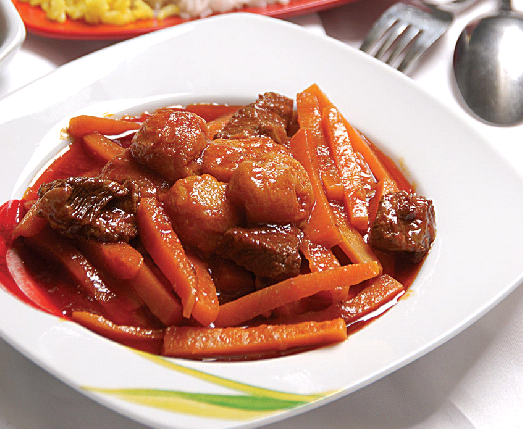
خورش هویج

خورش هویج نام یک غذای ایرانی ( غذای سنتی تبریز) شامل مرغ یا گوشت (گوسفند یا گاو)، هویج و آلو بُخارا است. خورشت هویج یکی از بهترین خورشتهای ایرانی است و طرفداران زیادی در اقصی نقاط دنیا دارد.

## طرز پخت خورش هویج
مرغ یا گوشت را با پیاز سرخ کرده و ۲ تا ۳ لیوان آب می‌گذاریم بپزد. هویج را ورقه یا خلال می‌کنیم و با روغن کمی سرخ می‌کنیم تا طلایی رنگ شود. سپس هویج را با آلوی شسته شده داخل گوشت می‌ریزیم می‌گذاریم بپزد.
زعفران را در آب جوش حل می‌کنیم با کمی نمک و شکر داخل خورش می‌ریزیم و می‌گذاریم خورش کاملاً به روغن بیفتد. در صورتیکه بخواهیم خورش ترش بشود کمی آبلیمو اضافه می‌نماییم. در صورتی که بخواهیم خورشت شیرین شود، به آن شکر می‌افزاییم. مقدار شیرینی و ترشی خورشت بستگی به ذائقه افراد دارد.